# Seces pagasts
Seces pagasts er en territorial enhed i Jaunjelgavas novads i Letland. Pagasten havde 1.153 indbyggere i 2010 og omfatter et areal på 176,14 kvadratkilometer. Hovedbyen i pagasten er Sece.